# Haplopelma lividum
Haplopelma lividum é uma espécie de aranha pertencente à família Theraphosidae (tarântulas).

## Características

### Comportamento
Por ser agressiva e rápida, a criação e interação com essa espécie é dificil, sendo recomendado somente para criadores e colecionadores com experiência no trato de aranhas com este tipo de índole. Sua popularidade se dá por sua pelagem azulada.

### Tempo de Vida
pode chegar a viver cerca de 15 a 20 anos.

### Tamanho
Pode chegar à aproximadamente 18 cm com as pernas estendidas.

### Alimentação
Insetos e pequenos vertebrados.

### Habitat
De origem asiática, principalmente na região da Tailândia e da China. Gosta de locais com bastante umidade em torno de 85% e 25 °C. Por ser do tipo terrestre vive em tocas extensas.

## Outros
Lista das espécies de Theraphosidae (Lista completa das Tarântulas.)